# Katedra św. Jakuba w Görlitz
Katedra św. Jakuba w Görlitz (niem. Kathedrale St. Jakobus) – siedziba biskupa diecezji Görlitz.

## Historia
Obecny kościół został zbudowany według projektu architekta Josepha Ebersa w latach 1898–1900 z cegły jako trzynawowy kościół halowy i konsekrowany 6 października 1900 roku. Pierwotnie planowano wybudować nowy kościół jako kościół filialny parafii Świętego Krzyża. Wrocławski książę biskup kardynał Adolf Bertram (wtedy Görlitz należało do diecezji wrocławskiej) ustanowił nowy kościół w 1918 roku kościołem parafialnym nowej parafii św Jakuba.
Kościół z 68-metrową wysoką wieżą stoi na wzgórzu, i dlatego jest widoczny z daleka. Wnętrze tego kościoła neogotyckiego zawiera fragmenty budowlanych zdobień i ozdobne płytki glazurowe. W ostatnich dniach II wojny światowej kościół został poważnie uszkodzony przez ogień artyleryjski, a następnie odbudowany w uproszczonej formie i bez czterech wież. Do 2014 roku, cztery małe przylegające wieże, konstrukcje dachowe i fryz złożony z płytek żółtych i czerwonych zostały zrekonstruowane.